# قانون جنائي للأعمال
قانون الأعمال الجنائي هو مجموعة من القواعد القانونية المتعلقة بالجرائم التي يحتمل أن تتدخل في الحياة والأعمال التجارية، ولكن أيضًا تشمل جميع المجالات الاقتصادية. يتضمن ويشمل قانون الأعمال الجنائي عديد الجرائم العامة في القانون الجزائي (كالسرقة والاحتيال وخيانة الأمانة والفساد) وجرائم محددة تتعلق، على وجه الخصوص بما قانون الشركات(كالزيادة في المساهمات العينية، وإساءة استخدام أصول الشركات، وما إلى ذلك) وقانون المنافسة وقانون المستهلك (الدعاية المضللة) وقانون سوق الأوراق المالية (التداول من الداخل). يُظبط ضمان الامتثال لقانون الأعمال الجنائي من قبل المحاكم الجنائية ومن قبل السلطات الإدارية المستقلة كهيئة المنافسة وهيئة الأسواق المالية.